# Иг (деревня)
Иг — деревня в Плесецком районе Архангельской области.

## География
Находится в северо-западной части Архангельской области на расстоянии приблизительно 54 км на запад-северо-запад по прямой от административного центра района поселка Плесецк на левом берегу реки Онега у устья речки Нижний Иг.

## История
Упоминалась в справочнике 1939 года. До 2021 года входила в Ярнемское сельское поселение до его упразднения.

## Население
Численность населения: 26 человек (88 % русские) в 2002 году, 11 в 2010.